# Sainte-Barbe-sur-Gaillon
Sainte-Barbe-sur-Gaillon è un ex comune francese di 263 abitanti situato nel dipartimento dell'Eure nella regione della Normandia. Dal 1º dicembre 2019 il comune è stato accorpato ai comuni di Aubevoye e Vieux-Villez per formare il nuovo comune di Le Val d'Hazey, di cui costituisce comune delegato.

## Società

### Evoluzione demografica
Abitanti censiti